# Josef Drechsler
Josef Drechsler, psán také Joseph, vlastním jménem Josef Traxler, (26. května 1782 Vlachovo Březí – 27. února 1852 Vídeň) byl vídeňský kapelník, hudební skladatel a pedagog pocházející z Čech.

## Život
Byl synem venkovského kantora z Vlachova Březí. V deseti letech byl přijat jako zpěvák do chlapeckého sboru benediktinského kláštera Niedernburg v Pasově. Navštěvoval tam latinské gymnázium, na kterém získal i základy hry na varhany a generálbasu. Studoval pak filosofii, teologii i práva, ale nic z toho ho neuspokojovalo. V roce 1807 odcestoval do Vídně a stal se nejprve kapelníkem divadla v Leopoldstadtu, později korepetitorem Dvorní opery (Hofoper). V roce 1812 povýšit na kapelníkova adjunkta, ale z úsporných důvodů byl provoz divadla omezen a Drechsler propuštěn. Řídil pak orchestry v Badenu a v Bratislavě.
V roce 1814 se vrátil do Vídně a působil jako varhaník v klášteře servitů v Alsergrundu. Otevřel také soukromou školu, kde zdarma vyučoval hru na varhany a generálbas. Zájem byl obrovský a Drechsler si tak získal sympatie vídeňanů.
V roce 1816 se stal regenschorim v kostele sv. Anny a v bezplatné výuce pokračoval v učitelském ústavu. Jeho nejslavnějším žákem byl Johann Strauss mladší. Pomáhal však nezištně i českým skladatelům, kteří v té době přicházeli do Vídně. Patřili mezi ně např. František Gregora a František Pivoda.
V březnu 1823 dostal místo kapelníka v kostele vídeňské univerzity (Universitätskirche) a zároveň i ve farním kostele Am Hof. Ucházel se o místo druhého dvorního varhaníka, ale i když se za něj u arcivévody Rudolfa přimlouval sám Ludwig van Beethoven, místo neobdržel. Dvorním varhaníkem se tehdy stal jiný hudebník českého původu, Simon Sechter.
Vedle práce chrámového kapelníka a pedagoga přijal v roce 1822 ještě řízení divadelního orchestru v Theater in der Josefstadt, z čehož vyplynula i jeho bohatá kompoziční činnosti v oblasti scénické hudby. Píseň Brüderlein fein ze hry Ferdinanda Raimunda Der Bauer als Millionär (Sedlák milionářem) se stala velmi populární a zlidověla. V roce 1830 z divadla odešel a věnoval se již pouze chrámové hudbě a pedagogické činnosti. Jeho kariéra vyvrcholila, když se v roce 1844 stal kapelníkem svatoštěpánského dómu.

## Dílo

### Chrámová hudba
- 10 velkých a 6 menších mší
- Rekviem
- Te Deum
- 2 Veni sancte spiritus
- 20 graduale a ofertorií
- 3 velké kantáty, z toho jedna ke slavnostnímu otevření nového chrámu v Leopoldstadtu.

### Opery
Zkomponoval 6 oper. Provedeny byly patrně pouze dvě.
- Die Feldmühle (1812)
- Pauline (1821)
- Tontine

### Divadelní hry se zpěvy
- Die Feen aus Frankreich
- Capriciosa
- Gisperl und Fisperl
- Fee Sanftmut und Fee Gefallsucht
- Silphide
- Der Berggeist
- Idor, der Wanderer
- Der Diamant des Geisterkönigs
- Klaudine von Villa-Bella
- Die Wölfin um Mitternacht
- Die Wunderbrille
- Lisko und Saldino
- Oskar und Tina
- Das grüne Männchen
- Die Grätzer in Wien
- Der Bauer als Millionär a řada drobnějších hudebních vložek.

### Ostatní skladby
- Die Rose von Biterbo (světské oratorium)
- Velký počet klavírních sonát, varhanních fug, smyčcových kvartet a ouvertur.
- Písně, dueta a terceta, skladby pro smíšené a mužské sbory

### Pedagogická literatura
- Škola hry na varhany
- Theoretisch-praktischer Leitfaden zum Präludieren
- Harmonie- und Generalbasslehre